# Svampen (Örebro)
Svampen is een watertoren in het stadsdeel Norr in de Zweedse stad Örebro. Svampen is ontworpen door de architect Sune Lindström en is 58 meter hoog. In de toren kan 9.000.000 liter water worden opgeslagen. De toren dient sinds de opening in mei 1958 als vervanger voor de noordelijke en zuidelijke watertoren van Örebro.
Boven in de toren is een café en conferentiecentrum. De toren wordt bezocht door ongeveer 100.000 mensen per jaar.
Een 33% hogere kopie is gebouwd in de Saoedi-Arabische stad Riyad en is gebouwd volgens de wensen van de toenmalige prins Faisal bin Abdoel Aziz al-Saoed.
In 2005 werd Svampen uitgeroepen tot historisch gebouw en op 14 november 2007 (Wereld Diabetesdag) werd de toren beschenen met blauw licht om de strijd tegen diabetes te ondersteunen.